# Pemex
Pemex o Petróleos Mexicanos è un'azienda petrolifera pubblica messicana.

## Storia
I primi giacimenti di petrolio in Messico furono scoperti nel 1890 e lo sfruttamento ebbe inizio nel 1900. La ricchezza dei giacimenti fece sì che il Paese diventasse per un breve periodo, a partire dal 1923, il secondo maggior produttore di petrolio al mondo. Nel 1928 erano presenti in Messico 85 compagnie petrolifere, perlopiù straniere o loro controllate, tra cui PanAm, Gulf, Texaco, Sinclair, Jersey Standard, Standard of Indiana, BP e Shell.
Per cercare di limitare l'influenza delle compagnie straniere e regolare il settore, dopo un primo tentativo fallito nel 1917, nel 1932 fu creata la società statale Petróleos de México, mentre nel 1936 nacque il primo sindacato dei lavoratori del campo petrolifero.
La Pemex fu creata il 18 marzo 1938 a seguito della nazionalizzazione dell'industria petrolifera messicana, espropriando le compagnie straniere. Il presidente Lázaro Cárdenas si schierò a fianco dei lavoratori del petrolio nel conflitto che li opponeva ai loro datori americani e britannici per l'aumento dei salari e dei vantaggi sociali. Il conflitto sociale pareva non avere sbocchi a causa del diniego delle compagnie. Cárdenas dichiarò allora che il petrolio fosse una proprietà nazionale e nazionalizzò le risorse. Dopo qualche settimana il congresso votò a favore del progetto e della creazione della Pemex.

### Cronologia essenziale
- 7 giugno 1938: un decreto del Congresso nazionalizza tutte le imprese petrolifere che lavorano sul territorio messicano. Nasce Pemex.[3]
- 1942: le compagnie straniere espropriate vengono indennizzate con 23.995.991 dollari[3].
- 23 agosto 1965: nasce l'Instituto Mexicano del Petróleo[3].
- 3 giugno 1979: La piattaforma Ixtoc 1 prende fuoco e comincia a perdere, provocando gravi danni ambientali.
- 19-20 novembre 1984, disastro di San Juanico: il deposito gasiero di San Juan Ixhuatepec (nel comune di Tlalnepantla de Baz) esplode; nei dintorni muoiono tra le 600 e le 1500 persone, 2000 restano ferite e circa 60000 vengono sfollate.
- 11 novembre 2002: il presidente Vicente Fox ripete davanti al CBI che non avrebbe privatizzato l'azienda.
- 2004: la Pemex tocca il picco di produzione giornaliera (3,4 milioni tonnellate al giorno[4]).
- 2015: viene pubblicato il nuovo statuto, che riorganizza razionalmente la società.[3]
- 2020: la produzione annuale di petrolio torna ad aumentare per la prima volta dopo 15 anni.[5]
- 2021: viene annunciato che la compagnia si occuperà anche della distribuzione del GPL.[6]

## Produzione
Produzione quotidiana nel 2019:
- 1,68 milioni di barili di petrolio al giorno
- 3,8 miliardi di piedi cubi al giorno di gas naturale

In un'intervista su un sito di notizie petrolifere nel novembre 2005, un impiegato della PEMEX confermò anonimamente l'inabilità della compagnia petrolifera di accrescere la produzione, dichiarando che la compagnia ed il paese erano al picco di Hubbert. Costui dichiarò che il livello delle esportazioni non avrebbe potuto recuperare una volta passato il picco, dal momento che i giacimenti erano in declino.
La produzione annuale ha toccato il picco nel 2004 (3,4 milioni di tonnellate al giorno), dopodiché è costantemente diminuita negli anni successivi, toccando nel 2019 una media di 1,68 milioni di barili al giorno. La compagnia in quell'anno era la società petrolifera più indebitata al mondo. PEMEX non ha mai prodotto più di 4 milioni di barili al giorno in media. Nel 2020, dopo 15 anni di calo consecutivo, la produzione torna finalmente a crescere, raggiungendo 1,75 milioni di barili al giorno. Nel 2020, il Messico era il dodicesimo paese al mondo per produzione petrolifera.
Nel 2021 la compagnia ha annunciato la scoperta di un grande giacimento di petrolio nello stato di Tabasco.

### Esportazioni
Nel 1999 le esportazioni di petrolio rappresentavano il 7% delle esportazioni del paese; questa cifra è passata al 10% nel 2000, mentre che nel 2009 la cifra era in diminuzione a seguito di un calo di produzione.

## Prodotti

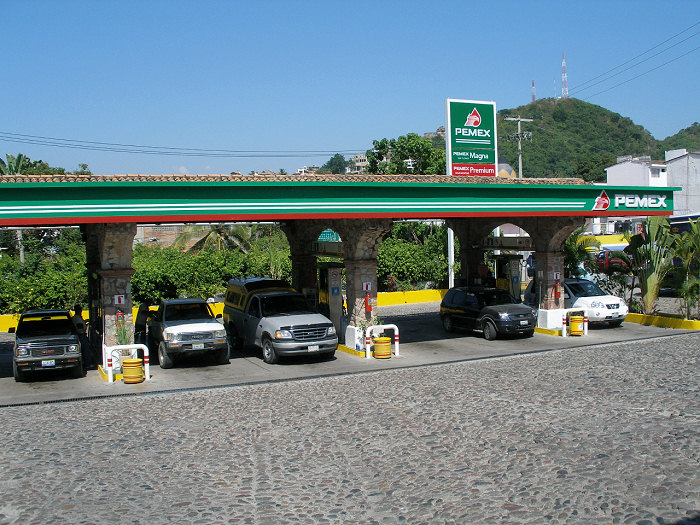
Una stazione di servizio Pemex a Puerto Vallarta.

PEMEX estrae il 97% del greggio messicano ed è l'unico fornitore di carburanti (benzina/gasolio) in Messico. Tutti i distributori di benzina sono concessioni, anche se col marchio PEMEX.
Le benzine vendute dalla Pemex sono "Magna" (benzina verde a 87 ottani) e "Premium" (benzina a 92 ottani). PEMEX vendeva una benzina con piombo chiamata "Nova", la cui produzione è terminata per motivi ambientali e di salute pubblica.

## Loghi

Attuale